# Куббель, Лев Евгеньевич
Лев Евге́ньевич Куббель (16 мая 1929, Ленинград — 22 ноября 1988, Ленинград) — советский арабист и африканист, переводчик. Доктор исторических наук, ведущий научный сотрудник Института этнологии и антропологии АН СССР. Сын Е. И. Куббеля.

## Биография
В 1951 году с отличием окончил восточный факультет ЛГУ имени А. А. Жданова; ученик Д. А. Ольдерогге. Работал в «Резинпроекте», в середине 1950-х перешёл на должность старшего лаборанта кафедры истории стран Ближнего Востока ЛГУ.
С мая 1957 года — старший научно-технический сотрудник сектора Африки Ленинградского отделения Института этнографии, с 1960 года — младший научный сотрудник. Продолжал преподавать на восточном факультете.
С февраля 1961 по март 1962 года работал в Гвинейской республике в качестве переводчика при советской геологической экспедиции и группе специалистов Министерства обороны СССР; в 1963—1964 годах участвовал в лингвистической экспедиция в Мали. В 1964 году ему была присуждена степень кандидата исторических наук по монографии «Из истории древнего Мали» (М., 1963).
В 1966 году переехал в Москву, работал в редакции «Советской этнографии», защитил докторскую диссертацию. Перевёл с французского языка трехтомный труд Фернана Броделя «Материальная цивилизация, экономика и капитализм XV—XVIII вв.» (1986, 1988, 1991).
Умер 22 ноября 1988 года. Прах захоронен в колумбарии Санкт-Петербургского крематория.

## Научное наследие
Переводы
- Принял участие в работе по подготовке к изданию 3-томной серии арабских источников VII—XIII веков по этнографии и истории народов Африки южнее Сахары (1960—1985).
- «Суданские хроники» (1984), с арабского языка.
- 3-томный труд Фернана Броделя «Материальная цивилизация, экономика и капитализм XV—XVIII вв.» (1986—1991), с французского языка.

Монографии
- Куббель Л. Е. Страна золота / Отв. ред. А. Б. Давидсон; Институт этнографии АН СССР. — М.: Наука. Главная редакция восточной литературы, 1966. — 144 с. — (По следам исчезнувших культур Востока). — 30 000 экз.
  - Куббель Л. Е. Страна золота — века, культуры, государства. — 2-е изд. — М.: Наука. Главная редакция восточной литературы, 1990. — 240 с. — (По следам исчезнувших культур Востока). — 10 000 экз. — ISBN 5-02-016730-4.
- Куббель Л. Е. Путь в Томбукту: Рассказ о путешествиях А. Г. Лэнга по внутренним областям Африки. — М., 1971.
- Куббель Л. Е., Зотова Ю. Н. В поисках Нигера. — М., 1972.
- Куббель Л. Е. Из истории древнего Мали. — М., 1963. — (Труды института этнографии АН СССР. Новая серия. Т. 76).
- Куббель Л. Е. Сонгайская держава. — М., 1974.
- Куббель Л. Е. Очерки потестарно-политической этнографии. — М., 1988.

Прочие публикации
- Многочисленные очерки, статьи, разделы в коллективных трудах.